# Kungariket Benin
Kungariket Benin eller Edo var en stat i nuvarande Nigeria i Västafrika mellan 1400-talet och 1897. Rikets huvudstad var Edo (nuvarande Benin City), och kungadömet uppstod år 1440 ur en stadsstat kring denna stad.
Landet skall inte förväxlas med den moderna staten Benin, som är Nigerias västra grannland.

## Historia
Förr var Benin en huvudort för slavhandeln. Portugisiska sjökaptener visade sig redan 1470–72 vid kusten av Benin, och 1480 framträngde Alonso d'Aveiro till huvudstaden. Till 1536 hade portugiserna monopol på hela Guinea-kusten. 1553 anlände den första engelska expeditionen och öppnade handelsförbindelser med kungen. Huvudstaden Edo beskrevs 1702 av holländaren David van Nyendael, som skildrade människooffren. Under 1800-talet besöktes den flera gånger av Britter, särskilt 1862 av sir Richard Francis Burton och 1892 i politisk mission av kapten Henry Galway. 1896 avgick dit en ny brittisk expedition på 250 man med konsul James Robert Phillips som underhandlare, men lockades i bakhåll och nedgjordes till sista man, så när som på två. En straffexpedition avgick i januari 1897, intog staden och tillfångatog kungen, varefter riket formellt annekterades av Storbritannien. 

## Regentlängd[2]
De beninska härskarna kallas oba, och fortfarande finns en regerande oba i delstaten Benin City.

### Stadsstaten Benin (1180–1440)
- Eweka I (1180–1246)
- Uwuakhuahen (1246–1250)
- Henmihen (1250–1260)
- Ewedo (1260–1274)
- Oguola (1274–1287)
- Edoni (1287–1292)
- Udagbedo (1292–1329)
- Ohen (1329–1366)
- Egbeka (1366–1397)
- Orobiru (1397–1434)
- Uwaifiokun (1434–1440)

### Kungariket Benin (1440–1897)
- Ewuare den store (1440–1473)
- Ezoti (1473–1475)
- Olua (1475–1480)
- Ozolua (1480–1504)
- Esigie (1504–1547)
- Orhogbua (1547–1580)
- Ehengbuda (1580–1602)
- Ohuan (1602–1656)
- Ohenzae (1656–1661)
- Akenzae (1661–1669)
- Akengboi (1669–1675)
- Akenkbaye (1675–1684)
- Akengbedo (1684–1689)
- Ore-Oghene (1689–1701)
- Ewuakpe (1701–1712)
- Ozuere (1712–1713)
- Akenzua I (1713–1740)
- Eresoyen (1740–1750)
- Akengbuda (1750–1804)
- Obanosa (1804–1816)
- Ogbebo (1816)
- Osemwende (1816–1848)
- Adolo (1848–1888)
- Ovonramwen Nogbaisi (1888–1914; tvingades i exil av kolonialmakten Storbritannien 1897)

### Efterkoloniala härskare (1914– )
- Eweka II (1914–1933)
- Akenzua II (1933–1978)
- Erediauwa I (1979–)